# Sciophila antiqua
Sciophila antiqua är en tvåvingeart som beskrevs av Chandler 1987. Sciophila antiqua ingår i släktet Sciophila och familjen svampmyggor. Enligt den finländska rödlistan är arten sårbar i Finland. Arten är reproducerande i Sverige. Artens livsmiljö är naturmoskogar. Inga underarter finns listade i Catalogue of Life.